# Antonio Mateu Lahoz
Antonio Miguel Mateu Lahoz (Algimia de Alfara, Valencia, 12 de marzo de 1977) es un exárbitro de fútbol español de la Primera División de España, UEFA y FIFA. Perteneció al Comité de Árbitros de la Comunidad Valenciana. Actualmente se desempeña como comentarista deportivo en Tiempo de Juego de la Cadena Cope y analista arbitral en Movistar Plus+.

## Trayectoria

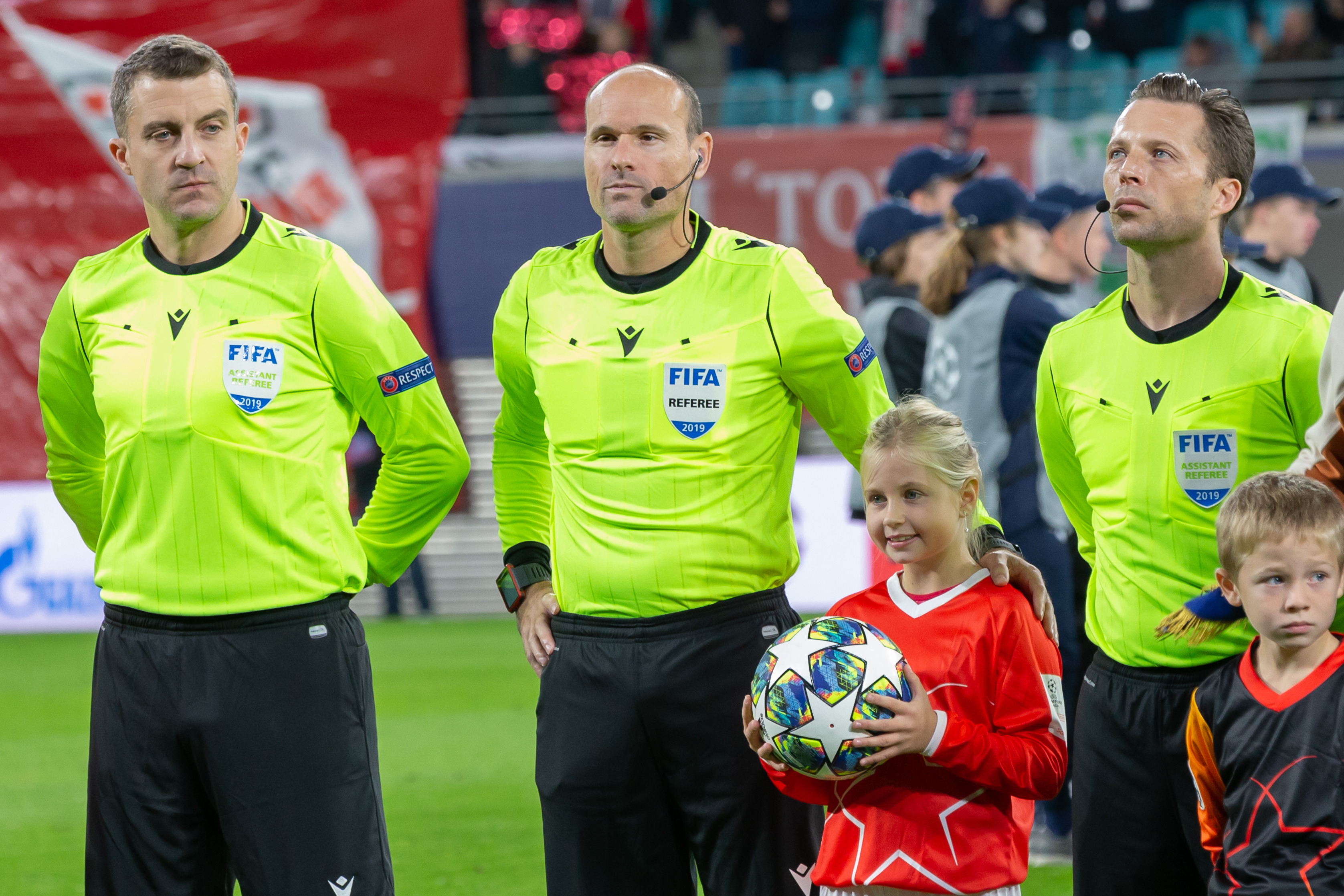
Mateu Lahoz en un partido de Champions League

Mateu Lahoz comenzó a arbitrar en categorías inferiores en 1992.
Tras pasar por todas las categorías regionales llegó a Tercera División donde estuvo tres temporadas desde 1999 hasta 2002. Como árbitro de Segunda B estuvo tan solo las temporadas 2002/03 y 2003/04. En Segunda División estuvo cuatro años (2004/08). En la campaña 2007/08 quedó muy bien clasificado y fue el único colegiado que logró ascender a Primera División. Debutó en Primera División de España el 13 de septiembre de 2008 en el encuentro entre el Sevilla Fútbol Club y el Real Sporting de Gijón (4-3).
Dirigió el partido de vuelta de la Supercopa de España de 2012 entre el Real Madrid Club de Fútbol y el Fútbol Club Barcelona (2-1).
El 16 de abril de 2014 fue el encargado de dirigir la final de la Copa del Rey entre el Fútbol Club Barcelona y el Real Madrid Club de Fútbol (1-2).
El 29 de mayo de la temporada 2020-2021 fue designado como árbitro principal en la final de la Liga de Campeones de la UEFA que enfrentó al Manchester City Football Club y al Chelsea Football Club (0-1)
El 4 de junio de 2023, pitó su último partido Mallorca - Rayo Vallecano correspondiente a la última jornada en Primera División temporada 2022-2023.

## Internacional
Desde el 1 de enero de 2011 es árbitro FIFA. Su primer partido internacional fue un amistoso entre Italia e Inglaterra sub-21 el 8 de febrero de 2011.
Durante el mes de mayo de 2016, se confirmó su participación en los Juegos Olímpicos de Río de Janeiro de 2016. En 2018, fue el representante español en la Copa Mundial de Rusia.
En 2022, nuevamente fue nominado para dirigir la Copa Mundial de Catar, donde dirigió 3 encuentros, incluido el polémico encuentro entre Países Bajos y Argentina, donde con 18 tarjetas amarillas, se convirtió en el encuentro con mayor cantidad de tarjetas amarillas en la historia de la competición. Fueron amonestados ocho jugadores neerlandeses, incluido el goleador del partido, Wout Weghorst, ocho jugadores argentinos, incluido el capitán Lionel Messi, el director técnico argentino Lionel Scaloni y el ayudante de campo argentino Walter Samuel alrededor de todo el partido, incluyendo durante tanda de penales. Su arbitraje en este encuentro fue muy criticado por jugadores de ambas selecciones, tanto por parte del propio Messi como por parte del neerlandés Frenkie de Jong.
Dirigió la final de la Liga de Campeones de la UEFA 2020-21 entre el Manchester City y el Chelsea de Inglaterra (0-1).
Después de hacer un arbitraje polémico en los dieciseisavos de final de la Copa del Rey de fútbol 2022-23, entre el Sevilla Fútbol Club y el Linares Deportivo, con victoria hispalense (0-5), anunció que se retirará al final de la temporada.
En "Negrita" marca el ganador del encuentro.

### Participaciones en la Copa Mundial de Fútbol Sub-20
| Copa Mundial de Fútbol Sub-20 de 2015 | Copa Mundial de Fútbol Sub-20 de 2015 | Copa Mundial de Fútbol Sub-20 de 2015 | Copa Mundial de Fútbol Sub-20 de 2015 |
| Fecha                                 | Partido                               | Resultado                             | Ronda                                 |
| ------------------------------------- | ------------------------------------- | ------------------------------------- | ------------------------------------- |
| 2 de junio de 2015                    | Nueva Zelanda – Estados Unidos        | 0-4                                   | Fase de grupos                        |
| 10 de junio de 2015                   | Serbia – Hungría                      | 2-1                                   | Octavos de final                      |

| Copa Mundial de Fútbol Sub-20 de 2017 | Copa Mundial de Fútbol Sub-20 de 2017 | Copa Mundial de Fútbol Sub-20 de 2017 | Copa Mundial de Fútbol Sub-20 de 2017 |
| Fecha                                 | Partido                               | Resultado                             | Ronda                                 |
| ------------------------------------- | ------------------------------------- | ------------------------------------- | ------------------------------------- |
| 24 de mayo de 2017                    | Zambia – Irán                         | 4-2                                   | Fase de grupos                        |
| 28 de mayo de 2017                    | Senegal – Ecuador                     | 0-0                                   | Fase de grupos                        |
| 8 de junio de 2017                    | Italia – Inglaterra                   | 1-3                                   | Semifinal                             |

### Participaciones en los Juegos Olímpicos
| Juegos Olímpicos de Río de Janeiro 2016 | Juegos Olímpicos de Río de Janeiro 2016 | Juegos Olímpicos de Río de Janeiro 2016 | Juegos Olímpicos de Río de Janeiro 2016 |
| Fecha                                   | Partido                                 | Resultado                               | Ronda                                   |
| --------------------------------------- | --------------------------------------- | --------------------------------------- | --------------------------------------- |
| 4 de agosto de 2016                     | Brasil – Sudáfrica                      | 0-0                                     | Fase de grupos                          |
| 10 de agosto de 2016                    | Argentina – Honduras                    | 1-1                                     | Fase de grupos                          |

### Participaciones en la Eurocopa
| Eurocopa 2020       | Eurocopa 2020        | Eurocopa 2020 | Eurocopa 2020  |
| Fecha               | Partido              | Resultado     | Ronda          |
| ------------------- | -------------------- | ------------- | -------------- |
| 12 de junio de 2021 | Bélgica – Rusia      | 3-0           | Fase de grupos |
| 18 de junio de 2021 | Inglaterra – Escocia | 0-0           | Fase de grupos |
| 23 de junio de 2021 | Portugal – Francia   | 2-2           | Fase de grupos |

### Participaciones en la Copa Mundial de Fútbol
| Copa Mundial de Fútbol de 2018 | Copa Mundial de Fútbol de 2018 | Copa Mundial de Fútbol de 2018 | Copa Mundial de Fútbol de 2018 | Copa Mundial de Fútbol de 2018 | Copa Mundial de Fútbol de 2018           | Copa Mundial de Fútbol de 2018 | Copa Mundial de Fútbol de 2018 |
| Fecha                          | Partido                        | Resultado                      | Ronda                          | Amonestado                     | Otorgado · Otorgado otra vez · Expulsado | Expulsado                      | Anotado · Penal                |
| ------------------------------ | ------------------------------ | ------------------------------ | ------------------------------ | ------------------------------ | ---------------------------------------- | ------------------------------ | ------------------------------ |
| 21 de junio de 2018            | Dinamarca – Australia          | 1-1                            | Fase de grupos                 | 2                              | 0                                        | 0                              | 1                              |
| 26 de junio de 2018            | Islandia – Croacia             | 1-2                            | Fase de grupos                 | 5                              | 0                                        | 0                              | 1                              |

| Copa Mundial de Fútbol de 2022 | Copa Mundial de Fútbol de 2022 | Copa Mundial de Fútbol de 2022 | Copa Mundial de Fútbol de 2022 | Copa Mundial de Fútbol de 2022 | Copa Mundial de Fútbol de 2022           | Copa Mundial de Fútbol de 2022 | Copa Mundial de Fútbol de 2022 |
| Fecha                          | Partido                        | Resultado                      | Ronda                          | Amonestado                     | Otorgado · Otorgado otra vez · Expulsado | Expulsado                      | Anotado · Penal                |
| ------------------------------ | ------------------------------ | ------------------------------ | ------------------------------ | ------------------------------ | ---------------------------------------- | ------------------------------ | ------------------------------ |
| 25 de noviembre de 2022        | Catar – Senegal                | 1-3                            | Fase de grupos                 | 6                              | 0                                        | 0                              | 0                              |
| 29 de noviembre de 2022        | Irán – Estados Unidos          | 0-1                            | Fase de grupos                 | 4                              | 0                                        | 0                              | 0                              |
| 9 de diciembre de 2022         | Países Bajos – Argentina       | 2-2 (3-4)                      | Cuartos de final               | 18                             | 1                                        | 0                              | 1                              |

## Temporadas
| Categoría          | País   | Año       | Partidos |
| ------------------ | ------ | --------- | -------- |
| Tercera División   | España | 1999-2002 | 7        |
| Segunda División B | España | 2002-2004 | 24       |
| Segunda División   | España | 2004-2008 | 86       |
| Primera División   | España | 2008-2023 | 207      |

## Premios
- Silbato de oro de Segunda División (1): 2007
- Silbato de oro de Primera División (1): 2014
- Trofeo Guruceta (2): 2011 y 2014
- Trofeo Vicente Acebedo (3): 2008, 2014 y 2021
- Premio Ángel Lancho (1): 2023